# Pombo-imperial-verde
O pombo-imperial-verde  (Ducula aenea) é um grande columbidae de floresta. A grande extensão se estende do Nepal, sul da Índia e Sri Lanka para leste até o sul da China, Indonésia e Filipinas.
Em 1760, o zoólogo francês Mathurin Jacques Brisson incluiu uma descrição do pombo imperial verde em seus seis volumes Ornithologie.
Ele usou o nome francês Le pigeon ramier des Moluques e o latim Palumbus moluccensis. Embora Brisson tenha cunhado nomes latinos, estes não estão de acordo com o sistema binomial e não são reconhecidos pela Comissão Internacional de Nomenclatura Zoológica . Quando em 1766 o naturalista sueco Carl Linnaeus atualizou seu Systema Naturae para a décima segunda edição, ele adicionou 240 espécies que haviam sido descritas anteriormente por Brisson. Um deles foi o pombo imperial verde que ele colocou com todos os outros pombos do gênero Columba . Linnaeus incluiu uma breve descrição, cunhou o nome binomial Columba aenea e citou o trabalho de Brisson. Brisson acreditava que seu espécime tinha vindo das Ilhas Maluku, mas a espécie não ocorre lá e em 1918 a localidade tipo foi designada como a ilha de Flores na Indonésia. O nome específico aenea é do latim aeneus que significa "de cor bronze" ou "cobre". Esta espécie é agora colocada no gênero Ducula que foi introduzido pelo naturalista inglês Brian Houghton Hodgson em 1836.
Doze subespécies são reconhecidas: 
- D. a. sylvatica ( Tickell, 1833) – pombo imperial verde indiano[10] – norte da Índia e Nepal ao sul da China até a Tailândia e Indochina
- D. a. pusilla ( Blyth, 1849) – sul da Índia, Sri Lanka
- D. a. andamanica Abdulali, 1964 – Ilhas Andaman
- D. a. consobrina ( Salvadori, 1887) - ilhas de Sumatra Ocidental, exceto Enggano Island
- D. a. oenothorax (Salvadori, 1892) – Pombo imperial de Enggano[11] – Ilha de Enggano
- D. a. polia ( Oberholser, 1917) – Pombo imperial verde de Sunda[12] – Península Malaia para Ilhas Maiores e Menores de Sunda
- D. a. palawanensis ( Blasius, W, 1888) Ilha Banggi (norte de Bornéu) para Palawan e ilhas próximas (sudoeste das Filipinas)
- D. a. fugaensis ( Hachisuka, 1930) – norte das Filipinas ( Calayan, Camiguin e Fuga Island )
- D. a. nuchalis ( Cabanis, 1882) – pombo imperial de nuca marrom[13] – norte de Luzon (norte das Filipinas)
- D. a. aenea (Linnaeus, 1766) – Nomear subespécies – Filipinas (exceto o norte de Luzon e Palawan)
- D. a. intermedia ( Meyer, AB & Wiglesworth, 1894) – Pombo imperial Talaud[14] – Ilhas Talaud e Ilhas Sangihe
- D. a. paulina ( Bonaparte, 1854) – Pombo imperial de nuca castanha[15] – Ilhas Sulawesi, Togian, Banggai e Sula

A subespécie D. a. oenothorax às vezes é tratado como uma espécie distinta, o pombo imperial Enggano ( Ducula oenothorax ). O pombo imperial Nicobar ( Ducula nicobarica ) foi anteriormente tratado como coespecífico .
O pombo imperial verde é um pombo grande e roliço, com 45 cm (18 in) de comprimento. Suas costas, asas e cauda são verde metálico. A cabeça e as partes inferiores são brancas, com exceção das coberturas inferiores marrons. Os sexos são semelhantes. O canto do pássaro é profundo e ressonante, e muitas vezes é a primeira indicação da presença desta espécie de copa das árvores.

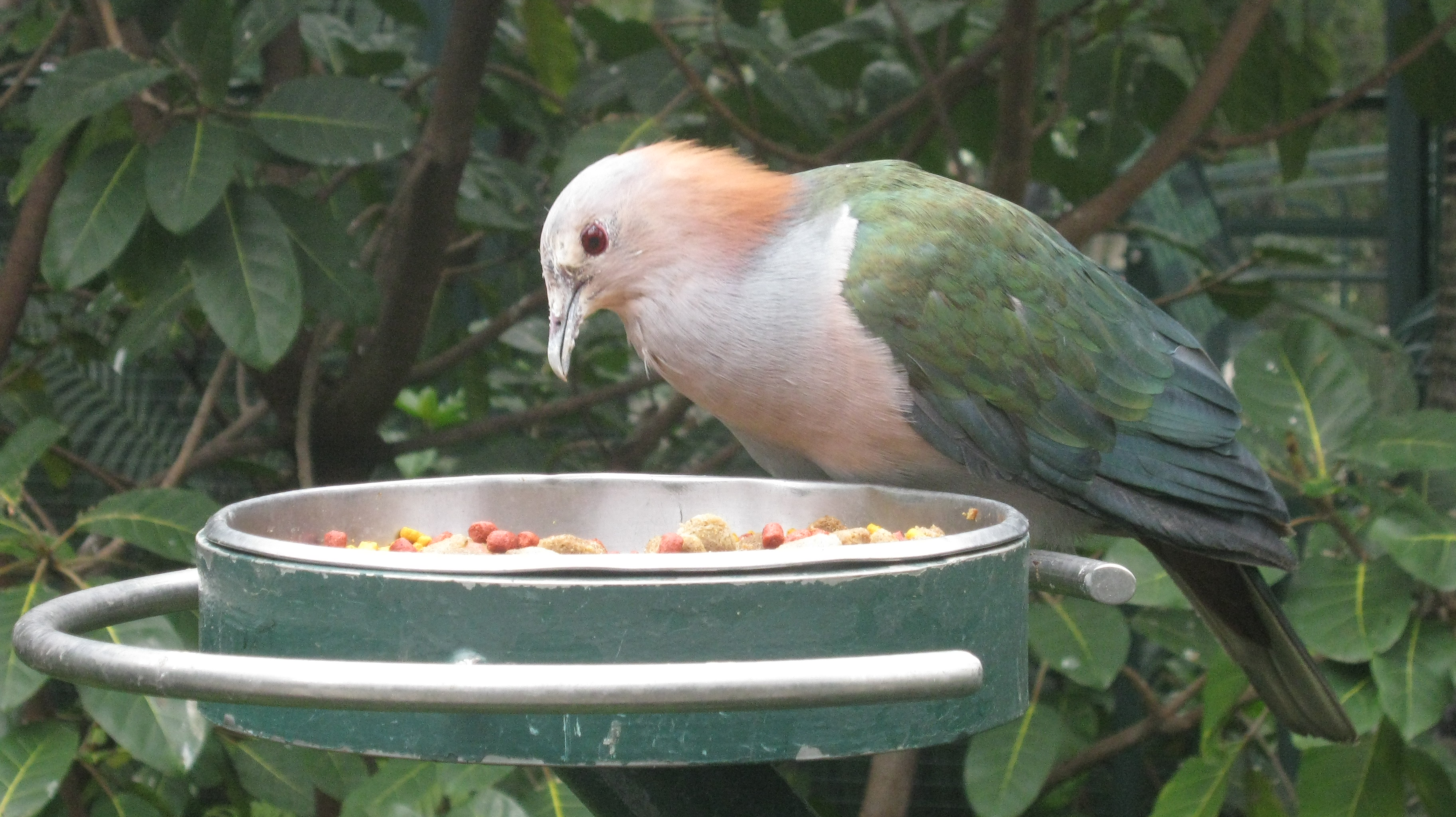
Alimentação no Zoológico de San Diego, EUA

## Galeria

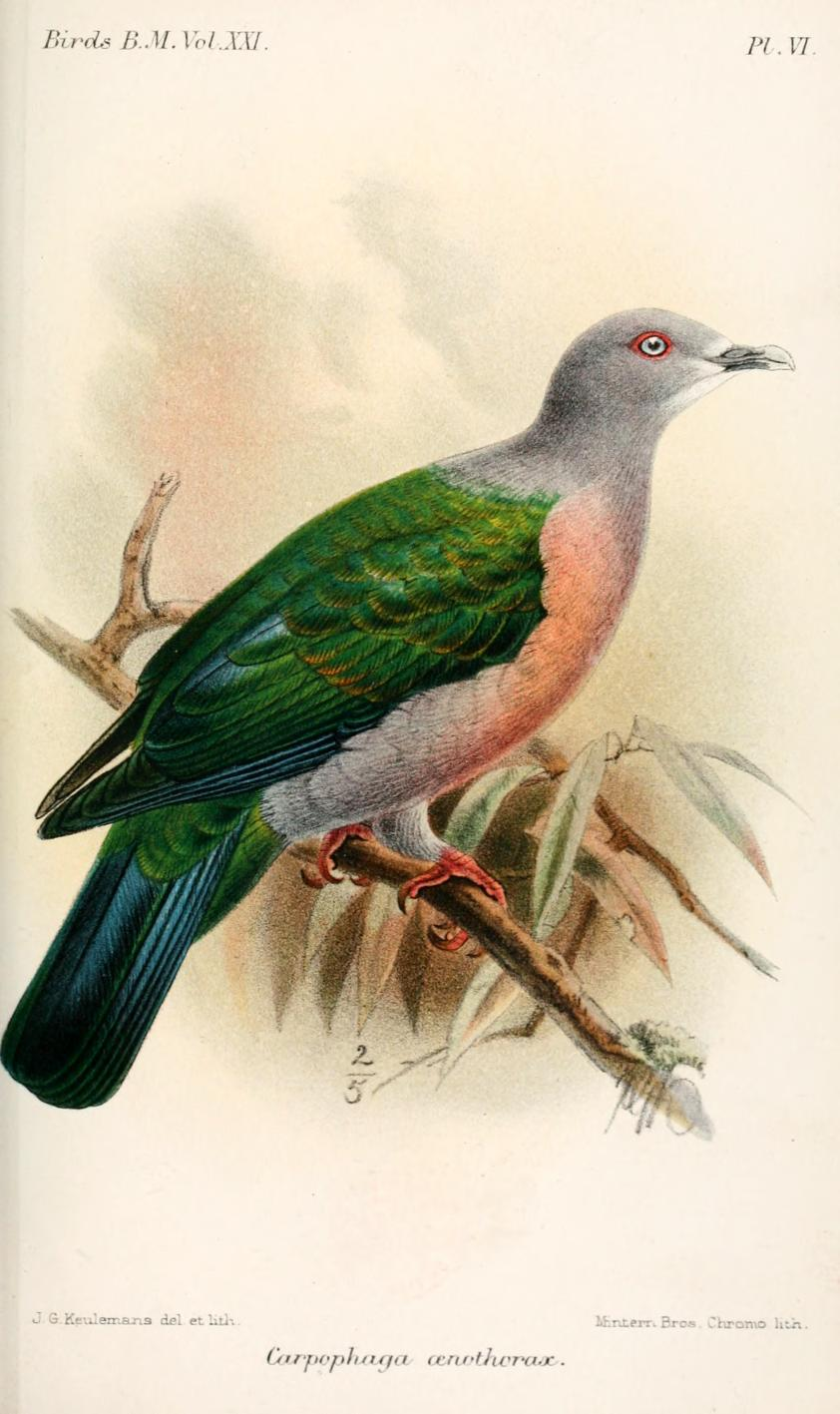
Ilustração de Keulemans, 1893
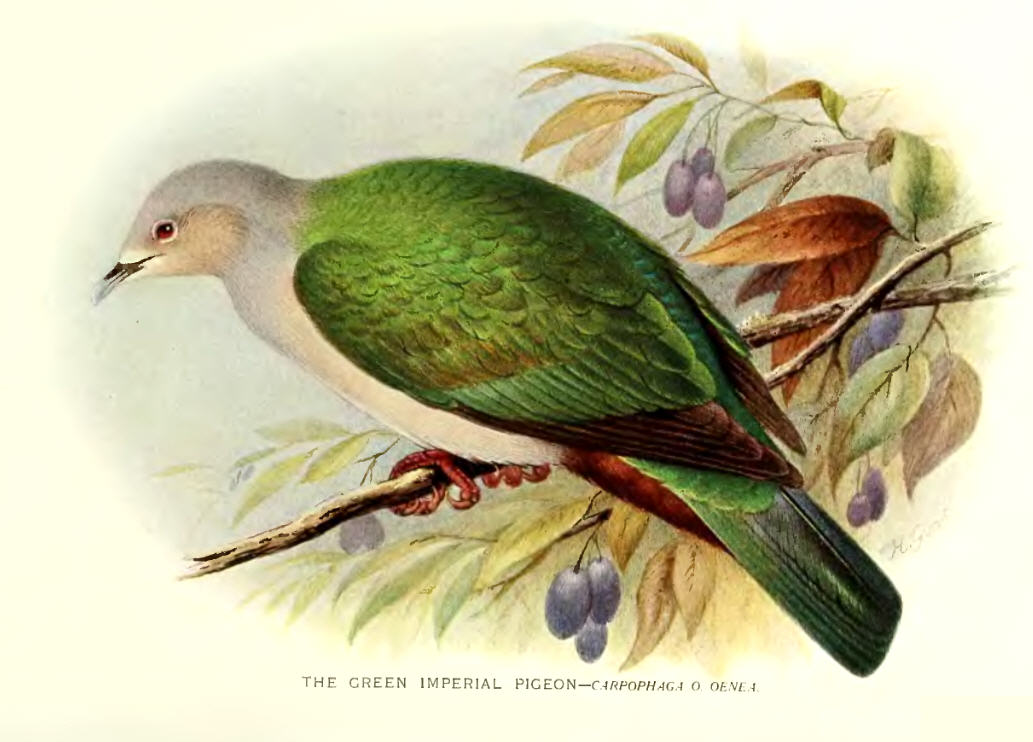
Ilustração de Henrik Grønvold & EC Stuart Baker, 1913
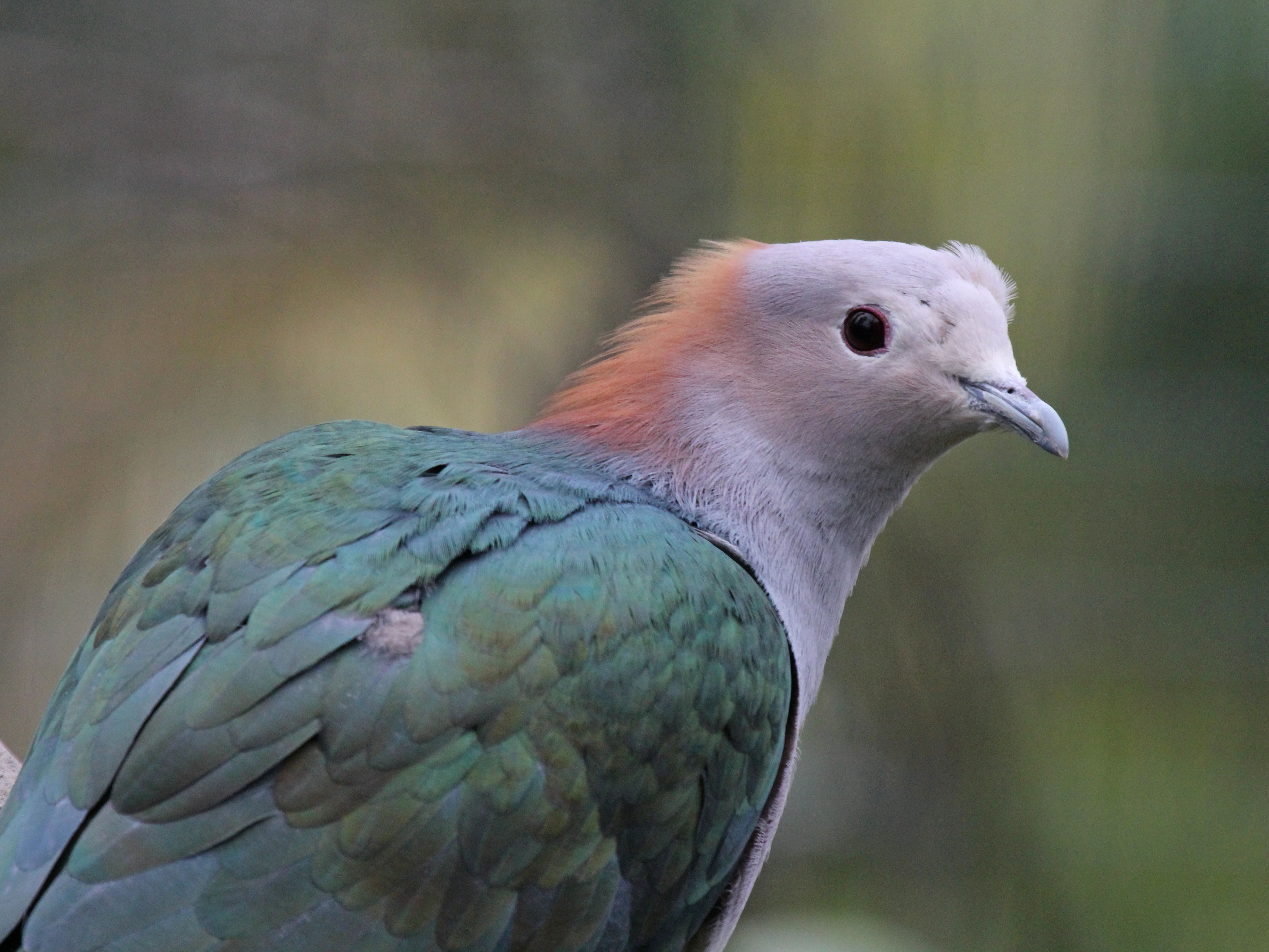
No zoológico de San Diego
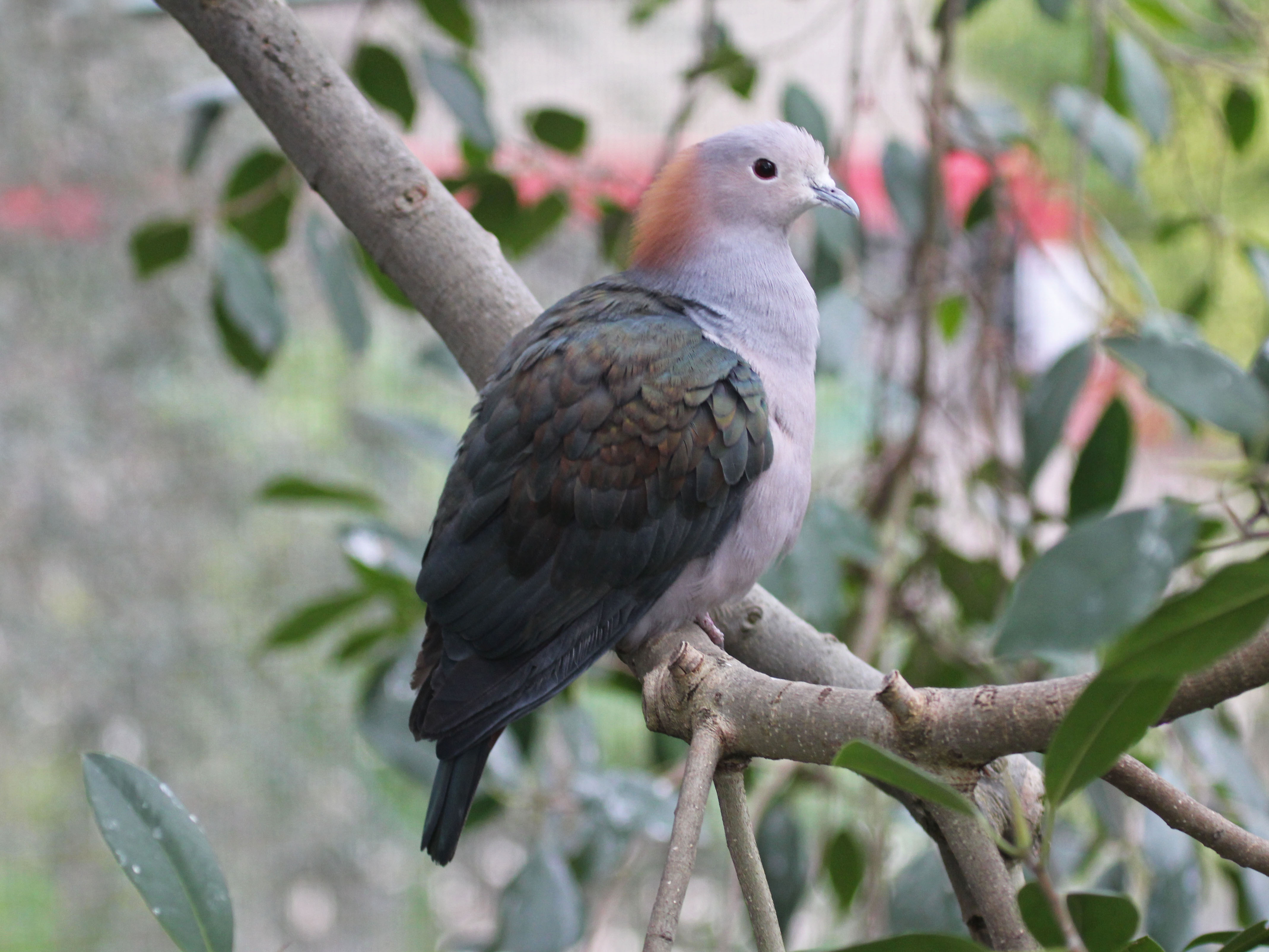
No zoológico de San Diego